# Toropeț
Toropeț (în rusă Торопец) este un oraș din Regiunea Tver (Rusia) cu 13.015 locuitori (la 14 octombrie 2010).

## Geografie
Orașul este situat în partea de vest a Înălțimilor Valdai, la aproximativ 330 km vest de capitala regiunii Tver, pe malul drept al râului Toropa, un afluent pe dreapta al Dvinei, care curge prin Lacul Solominno.
Toropeț este centrul administrativ al raionului cu același nume.
Orașul este situat pe linia de cale ferată Bologoe – Velikie Luki (granița cu Belarus), care a fost deschisă în anul 1907 (pe traseu km 236). Drumul M9 Moscova – Velikie Luki – granița cu Letonia (mai departe prin Rēzekne până la Riga) trece prin Staraia Toropa la aproximativ 20 de kilometri sud de oraș.

## Economia
În Toropeț există firme din industria de prelucrare a lemnului, textile, încălțăminte și din industria alimentară.

## Locuri și monumente

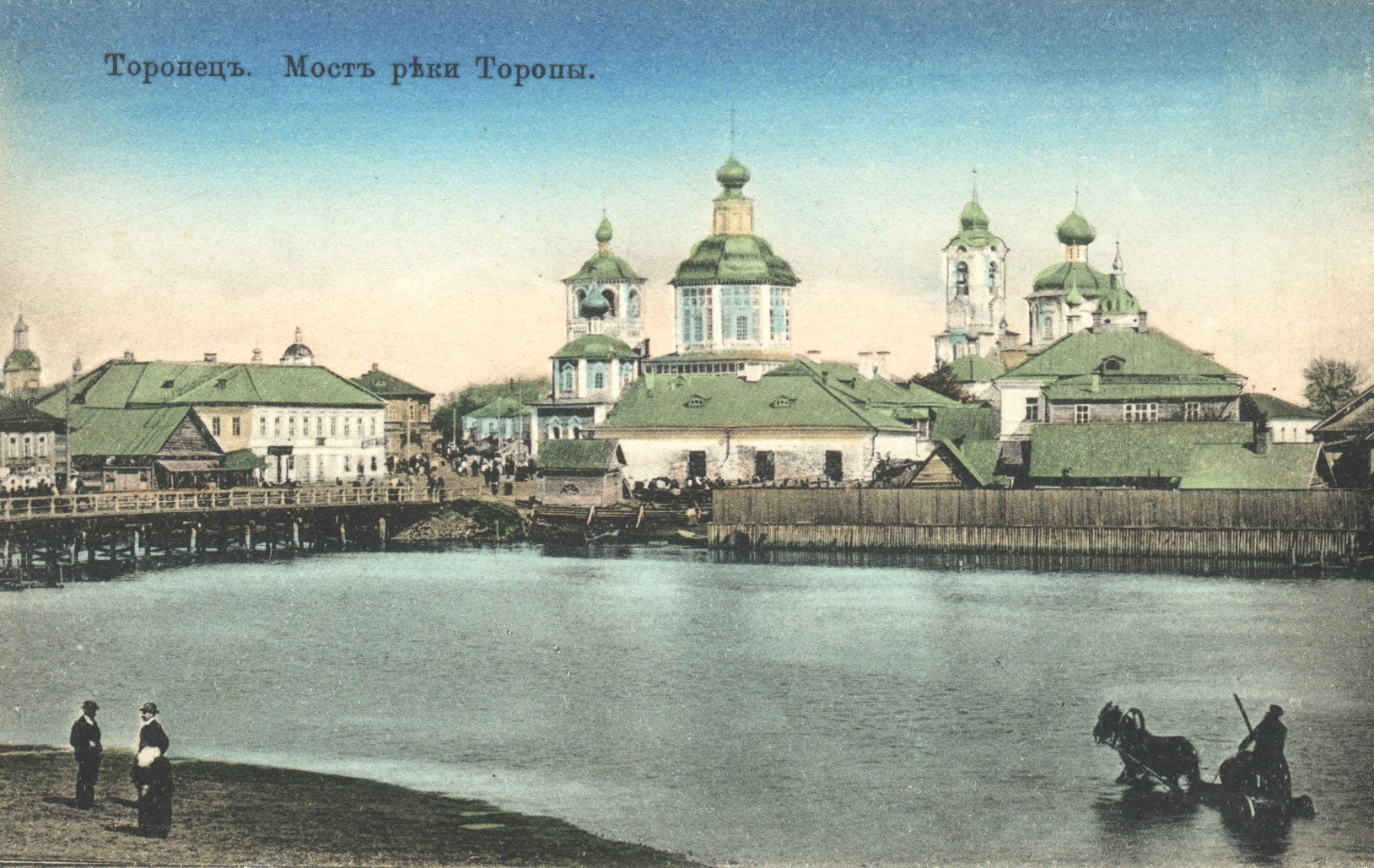
Carte poștală veche, din Toropeț (1910)
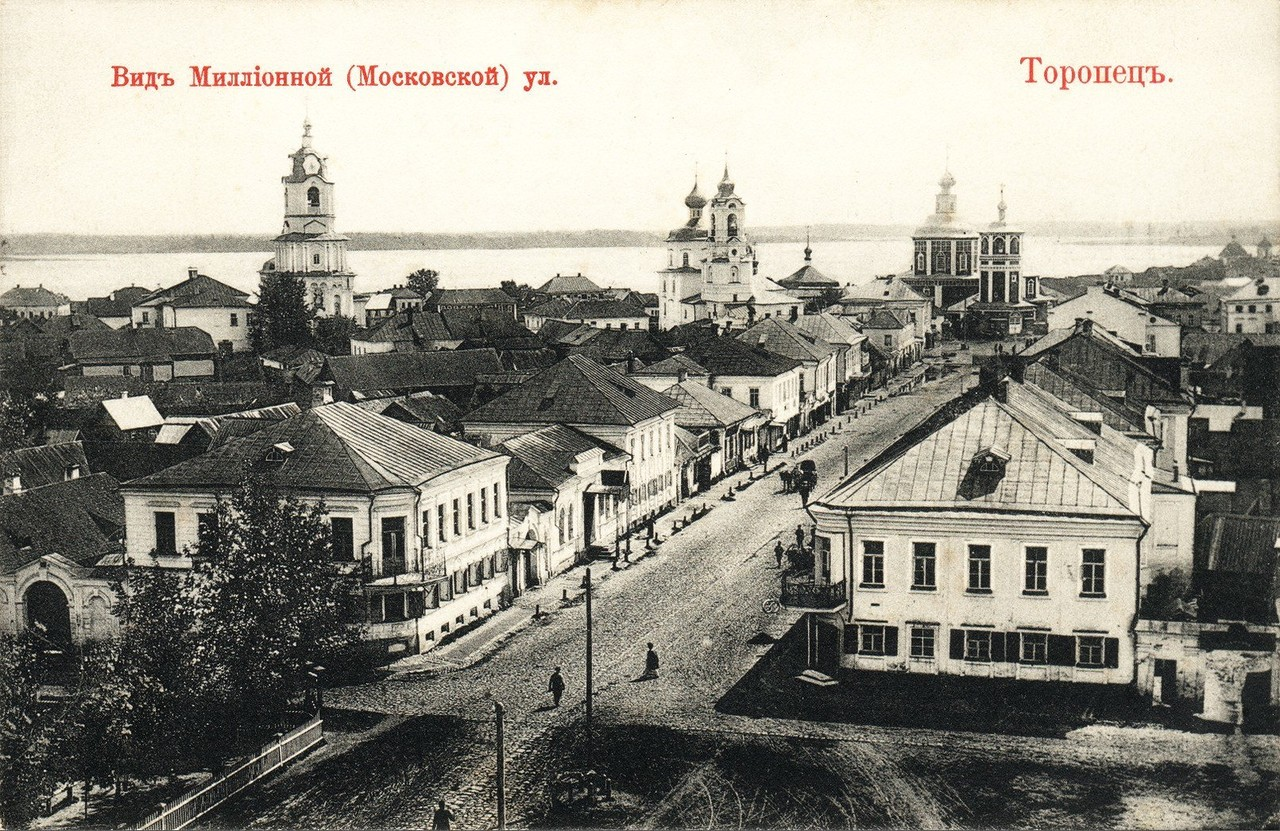
Carte poștală veche, din Toropeț (1916)
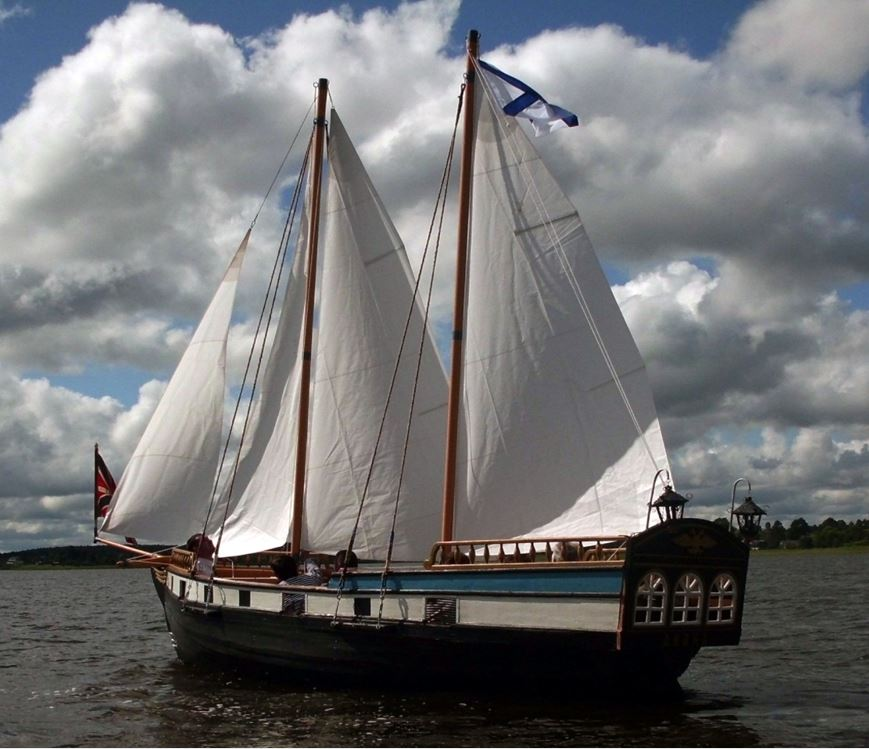
Nava „Diana” de antrenament pentru tineret, construită în Toropeț, patria amiralului P. I. Rikord,
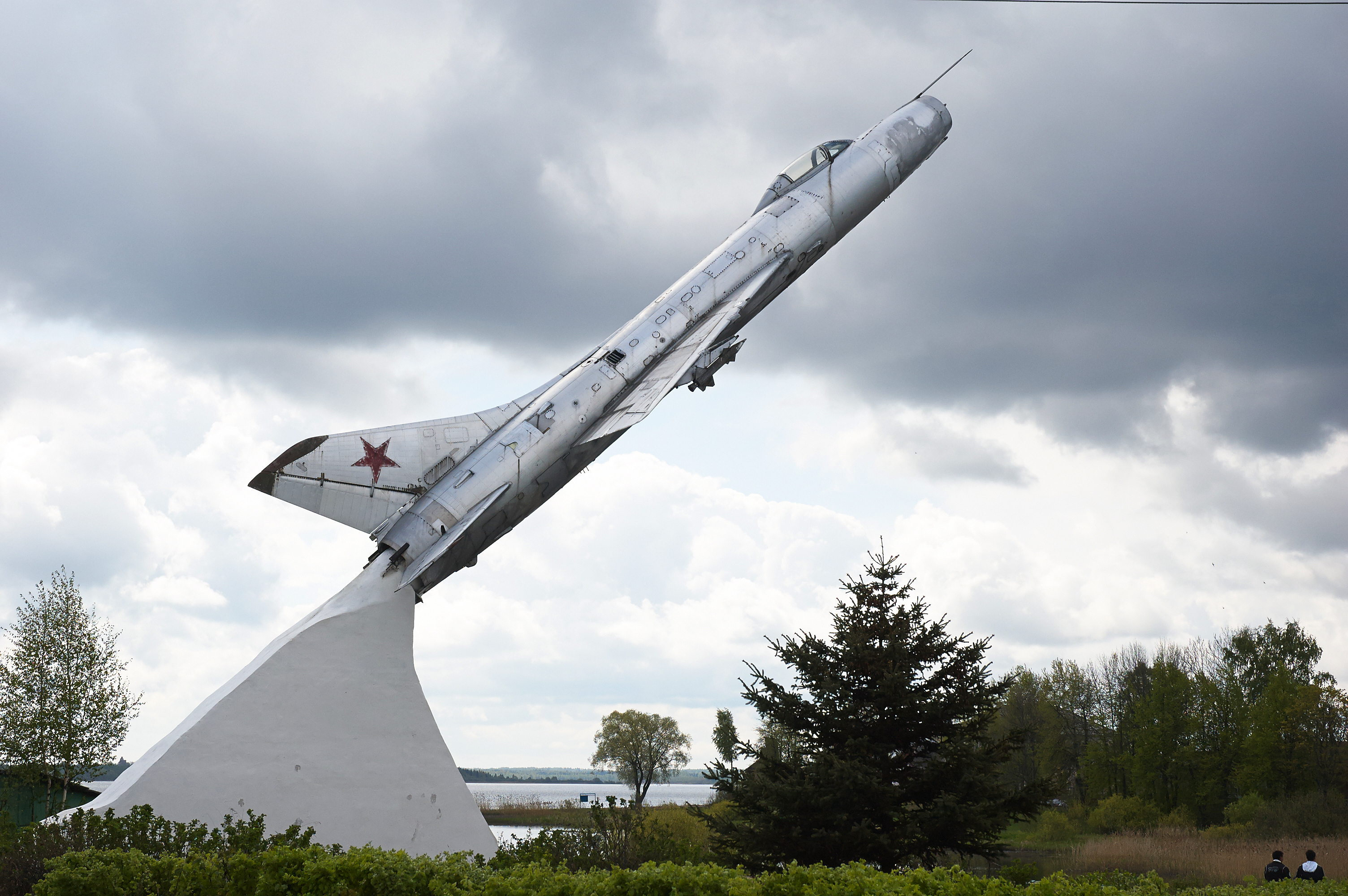
Un MIG-21, ca monument în oraș